# 大膳川 (愛知県)
大膳川（だいぜんがわ）は、愛知県西部の愛西市と海部郡蟹江町を流れる日光川水系の普通河川。

## 地理
愛知県愛西市と海部郡蟹江町の境界に位置しており、名称に「川」と付いているものの実態としては池に近い。かつての日光川の乱流によって形成されたものと考えられており、日光川を挟んで位置する佐屋川とともにその痕跡を強く残している。河川延長730メートル、流域面積3.0平方キロメートル。
現在では周辺の農業排水を集めて、排水機によって日光川へ排水している。近年、左岸側に日光川ウォーターパークが整備された。

## 歴史
天保12年（1841年）の「蟹江本町村絵図」には現在と同様の佐屋川・大膳川が描かれており、江戸時代後半には下流域で現在の流路がほぼ固定されていたことが解る。
尾張藩士の樋口好古が記した地誌『郡村徇行記』の「蟹江新田」の条には以下の記述が見られる。
右岸側にはかつて大野城があったと伝わる。